# Модінья
Модінья  (порт. Modinha) — жанр сольної міської пісні (міського романсу) в Португалії, що виконується під акомпанемент португальської гітари. За змістом текстів Модінья — різновид сентиментальної любовної лірики.

## Історія
Виникнення і наступний розвиток жанру підрозділяється на два етапи.

### Перший етап
З'явившись у другій половині XVIII століття, вона аж до другої половини XIX століття була виключно салонним жанром, дуже популярним як в Бразилії, так і в португаломовних країнах. Найвищого розквіту салонна модінья досягла в роки Першої імперії (1822—1831).
У цей період вона володіла великою схожістю з європейською музикою тієї епохи, і в першу чергу з мелодикою італійських оперних арій.

### Другий етап
У період Другої імперії (1840—1889) салонна Модінья занепадає. Саме в цей час вона проникає в народне середовище, де набуває ряд нових рис. Дводольний метр, що переважав в музичних творах Першої імперії, поступається в народних модінья місце вальсовому розміру (який стає характерним і для салонної музики Другої імперії); віолан як акомпонуючий інструмент замінив колишнє фортепіано, надавши модіньї більш національне за колоритом звучання; переважаючими композиційними формами народної Модін стали двочасна (у вигляді строфи з рефреном) і рондовидна, запозичена від національного креольського вальсу (а — Ь — а — c — а).
Модінья займала важливе місце в міському музичному побуті аж до кінця XIX століття. На початку XX століття вона як жанр професійної музики майже вийшла з ужитку, хоча її поширення в народному середовищі все ще досить велике.